# Jan Táborský
Jan Táborský (* 1975) je český lingvista, redaktor a korektor. Vede jazykovou agenturu Syntagma a spravuje populární facebookovou stránku Jazykové zajímavosti, kde pravidelně uveřejňuje své sloupky věnované češtině.

## Život a studium
Vystudoval český jazyk a literaturu na Filozofické fakultě Univerzity Karlovy v Praze, kde později po dobu pěti let pracoval jako asistent. Znalosti češtiny si prohloubil také během svých úvazků v Ústavu pro jazyk český Akademie věd ČR. Má praxi z několika redakčních míst, např. na Úřadu dokumentace a vyšetřování zločinů komunismu PČR nebo v Armádě České republiky. Byl výkonným redaktorem popularizačního časopisu Čeština doma a ve světě. Dlouhodobě spolupracuje s Českou komorou tlumočníků znakového jazyka: kromě redakčních prací a poradenství se významně podílel na tvorbě jejího e-learningové studijního programu (redigování a technické zpracování cca 20 kurzů). V současné době vede agenturu Syntagma (jazykové korektury, redakční práce, zakázkové psaní a copywriting) a přednáší v kurzech češtiny pro Čechy. Provozuje facebookové stránky Jazykové zajímavosti a je autorem knihy Jazykové jednohubky.

## Dílo

### Jazykové jednohubky (2014)
Kniha Jazykové jednohubky vznikla na základě krátkých jazykových zajímavostí uveřejňovaných na facebooku. Autor své vtipné postřehy o češtině rozvinul do formy sloupků, novinového žánru, kterých je v knize celkem tři sta. Sloupky jsou inspirované mnoha lingvistickými příručkami, jako je např. Příruční slovník jazyka českého (1935–1957), Český etymologický slovník (2001) nebo Jungmannův Slovník česko-německý (1834–1839). Podněty autor čerpal také z knih lingvistů Pavla Eisnera, Dušana Šlosara aj. Sloupky jsou napsány odlehčenou vtipnou formou a doplněny ilustracemi Davida Fišera.

#### Ukázka
Bezejmenný dinosaurus
Mám slabost pro slovníky všech druhů, ale co se týče Frekvenčního slovníku češtiny, spočívajícího v soupisech slov řazených podle četnosti výskytu, byl jsem donedávna ochoten připustit, že najít pro něj praktičtější využití je skoro nemožné. Ale pak mě napadlo, že bych se mohl podívat na souvislosti mezi stejně frekventovanými slovy, ať jsou jakkoliv dobře skryté nebo šokující. Tak jsem to začal prověřovat. Představte si, že magistrála říkáme právě tak často jako barikáda! Lenoch je vedle slova nezkrotný! Územněsprávní je na tom stejně jako obláček, mikroorganismus jako koketovat a bezejmenný jako dinosaurus. Nemohu s tím přestat: Kompromitující je stejně frekventované jako šupina a sarkastický jako hrách. A co patří k heslu encyklopedický? Uragán! Je to všechno opravdu jenom náhoda?